# Jake Clarke-Salter
Jake-Liam Clarke-Salter, né le 22 septembre 1997 à Carshalton, est un footballeur anglais qui évolue au poste de défenseur aux Queens Park Rangers.

## Biographie

### En club
Formé au Chelsea FC, Jake Clarke-Salter prend part à sa première rencontre en équipe première contre Aston Villa en Premier League (victoire 0-4) le 2 avril 2016. La saison suivante, il est prêté au Bristol Rovers FC, qui évolue en troisième division anglaise. Il participe à treize matchs et inscrit un but avant de réintégrer l'effectif des Blues lors de l'été 2017. De retour à Chelsea, il entre en fin de match contre Nottingham Forest en Coupe de la Ligue anglaise (victoire 5-1) le 20 septembre 2017 mais ne parvient pas à avoir du temps de jeu.
Le 8 janvier 2018, Clarke-Salter est prêté au Sunderland AFC jusqu'à la fin de la saison. Il participe à onze matchs de championnat avant de réintégrer l'effectif des Blues à l'issue de la saison.
Le 2 juillet 2018, il est de nouveau prêté pour une saison, cette fois au club néerlandais du Vitesse Arnhem, avec qui il inscrit un but en trente-six rencontres.
Le 24 juillet 2019, Jake Clarke-Salter signe un nouveau contrat de trois saisons avec Chelsea avant d'être cédé en prêt pour une saison à Birmingham City.

### En sélection
Jake Clarke-Salter participe à la Coupe du monde des moins de 20 ans en 2017 organisée en Corée du Sud, durant laquelle il dispute quatre matchs. L'Angleterre remporte la compétition en battant le Venezuela en finale.
Le 24 mars 2018, Clarke-Salter fait ses débuts pour l'équipe d'Angleterre espoirs lors d'un match amical contre la Roumanie. Il inscrit le second but des Anglais qui s'imposent 2-1.
Il fait partie des vingt joueurs sélectionnés en équipe d'Angleterre espoirs pour disputer le Festival international espoirs 2018.
Le 27 mai 2019, il fait partie des vingt-trois joueurs sélectionnés pour participer à l'Euro espoirs 2019 avec l'équipe d'Angleterre. Il est par ailleurs nommé capitaine des espoirs anglais lors de cette compétition.

## Statistiques
| Saison                | Club                   | Championnat           | Championnat | Championnat | Coupe(s) nationale(s) | Coupe(s) nationale(s) | Compétition(s) continentale(s) | Compétition(s) continentale(s) | Compétition(s) continentale(s) | Total | Total |
| Saison                | Club                   | Division              | M.          | B.          | M.                    | B.                    | Comp.                          | M.                             | B.                             | M.    | B.    |
| 2015-2016             | Chelsea FC             | Premier League        | 1           | 0           | -                     | -                     | -                              | -                              | -                              | 1     | 0     |
| 2017-2018             | Chelsea FC             | Premier League        | -           | -           | 1                     | 0                     | -                              | -                              | -                              | 1     | 0     |
| Sous-total            | Sous-total             | Sous-total            | 1           | 0           | 1                     | 0                     | -                              | -                              | -                              | 2     | 0     |
| 2016-2017             | Bristol Rovers (prêt)  | League One            | 12          | 1           | 1                     | 0                     | -                              | -                              | -                              | 13    | 1     |
| 2017-2018             | Sunderland AFC (prêt)  | Championship          | 11          | 0           | -                     | -                     | -                              | -                              | -                              | 11    | 0     |
| 2018-2019             | Vitesse Arnhem (prêt)  | Eredivisie            | 28          | 1           | 4                     | 0                     | C3                             | 4                              | 0                              | 36    | 1     |
| 2019-2020             | Birmingham City (prêt) | Championship          | 19          | 1           | 4                     | 0                     | -                              | -                              | -                              | 23    | 1     |
| 2020-2021             | Birmingham City (prêt) | Championship          | 10          | 0           | 1                     | 0                     | -                              | -                              | -                              | 11    | 0     |
| 2021-2022             | Coventry City (prêt)   | Championship          | 1           | 0           | -                     | -                     | -                              | -                              | -                              | 1     | 0     |
| Sous-total            | Sous-total             | Sous-total            | 81          | 3           | 10                    | 0                     | -                              | 4                              | 0                              | 95    | 3     |
| 2022-2023             | Queens Park Rangers    | Championship          | 16          | 0           | -                     | -                     | -                              | -                              | -                              | 16    | 0     |
| 2023-2024             | Queens Park Rangers    | Championship          | 18          | 1           | -                     | -                     | -                              | -                              | -                              | 18    | 1     |
| Sous-total            | Sous-total             | Sous-total            | 34          | 1           | 0                     | 0                     | -                              | 0                              | 0                              | 34    | 1     |
| Total sur la carrière | Total sur la carrière  | Total sur la carrière | 116         | 4           | 11                    | 0                     | -                              | 4                              | 0                              | 131   | 4     |

## Palmarès

### En sélection
- Angleterre -20 ans
  - Vainqueur de la Coupe du monde en 2017.
- Angleterre espoirs
  - Vainqueur du Festival international espoirs en 2018.